# Smicroloba malgassica
Smicroloba malgassica là một loài bướm đêm trong họ Noctuidae.